# الأثر البيئي لصناعة الطاقة

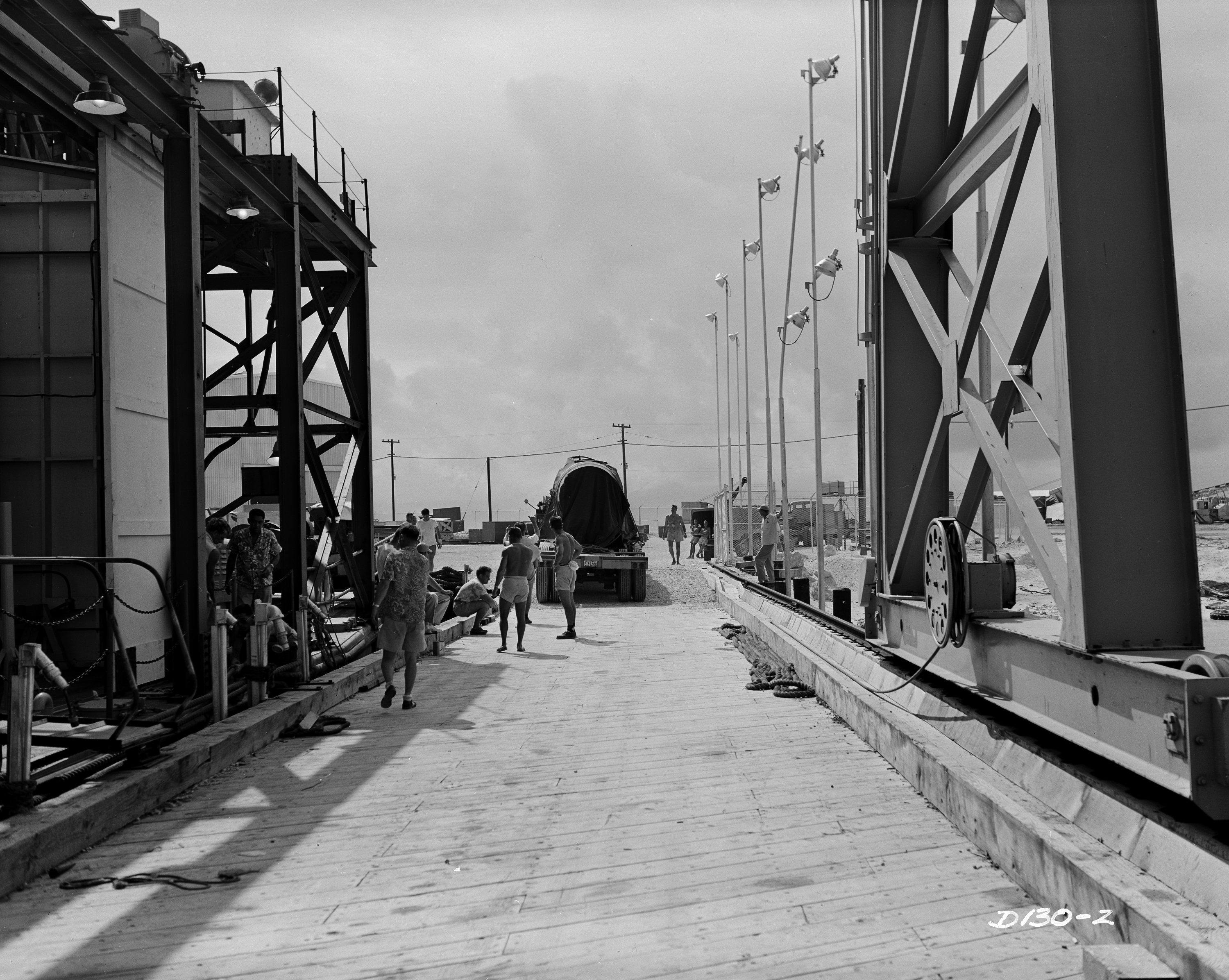
جهاز تم اختباره في عملية القلعة أثناء نقله بواسطة شاحنة.

الأثر البيئي لصناعة الطاقة متنوع. لقد تم تسخير الطاقة من قبل البشر لآلاف السنين. في البداية كان من خلال استخدام النار للضوء والحرارة والطبخ والسلامة، ويمكن تتبع استخدامها إلى ما لا يقل عن 1.9 مليون سنة. في السنوات الأخيرة، كان هناك توجه نحو زيادة تسويق مختلف مصادر الطاقة المتجددة.
يمكن للتقنيات السريعة التطور أن تحقق انتقالًا في توليد الطاقة وإدارة المياه والنفايات وإنتاج الغذاء نحو ممارسات أفضل في استخدام البيئة والطاقة من خلال استخدام أساليب بيئة النظم والبيئة الصناعية.

## أثر توليد الطاقة على البيئة
ترتبط مشاكل الطاقة والمشاكل البيئية ببعضها ارتباطا وثيقا لأنه يكاد يكون من المستحيل إنتاج أو نقل أو استهلاك الطاقة بدون حدوث آثار بيئية ملحوظة. ويعتبر انبعاث ملوثات الهواء من احتراق الوقود الأحفوري هو السبب الرئيسي لتلوث الهواء في المناطق العمرانية. كما توجد العديد من مشاكل تلوث المياه التي ترتبط باستخدام الطاقة؛ حيث يعد تكون البقع النفطية من المشاكل الرئيسية، ففي جميع عمليات التعامل مع النفط هناك احتمال مؤكد في حدوث انسكاب للنفط إما على الأرض وإما في جسم مائي ما. إلى تلويث المياه، إذ أن التغير في تدفق المياه الجوفية الناجم عن عمليات التعدين كثيرا ما يؤدي إلى اختلاط مياه ملوثة بموارد معدنية معينة تسربت من التربة مكونة مياه صرف معدنية حمضية، وهو ما كان ليحدث لولا عمليات التعدين.بصفة عامة، تتزايد المشاكل البيئية مع استخدام الطاقة ويمثل ذلك مقترنا بمحدودية قاعدة موارد الطاقة جوهر أزمة الطاقة. ولذلك فعند تقييم آثار الطاقة يجب مقارنة هذه التكاليف بالمنافع المنتظر أن نجنيها من استخدام الطاقة.
إن توليد الكهرباء بواسطة حرق البيئة بالأضرار منها: تلويث الهواء وكثرة الضجة وتحويل المناطق الواسعة الي مناطق صناعية وتلويث المياه الجوفية ومياة البحر وانبعاث الحرارة. ومن المعروف أن المواد التي تولدها عملية حرق الوقود تؤذي مختلف نظم جسم الإنسان وقد تسبب الأمراض المزمنة والسرطان وقد تؤدي إلى الموت كما تلحق هذه المواد بالأضرار على الحيوانات والنباتات.
يعرف التلوث بأنه إحداث تغيير في طبيعة البيئة أو مكوناتها يؤثر بالسلب على توازنها الطبيعي مسببًا أضرارًا تؤذي صحة الإنسان والكائنات الحية الأخرى، وينتج التلوث إما عن أسباب طبيعية كالغازات المتولدة عن البراكين أو عن أسباب اصطناعية كالتي تنتج عرضًا عند استخدام الوقود في الأغراض المختلفة كالتصنيع أو وسائل النقل والمواصلات أو محطات الطاقة التي تستخدم النفط ومشتقاته كذلك المخلفات الإشعاعية وبقع الزيت المتسربة إلى المسطحات المائية والصرف الصحي واستعمال المبيدات الحشرية.